# Жіноча тюряга
«Жіноча тюряга» (інша назва: «Життя — жінка») — радянський художній фільм 1991 року, знятий режисером Жанною Серікбаєвою.

## Сюжет
Мадіна в стані трансу через кохану людину вчиняє злочин, потрапляє до в'язниці, а потім до колонії. Багатьох із ув'язнених жінок «ламають» обставини. Але є й такі, яким навіть у крайніх ситуаціях вдається зберегти свою гідність та незалежність. Вперше у радянському кіно досліджуються проблеми жіночого кохання.

## У ролях
- Венера Нігматуліна — Мадіна Галієва
- Олена Амінова — Кама
- Наталія Журавель — Чернець
- Тетяна Орлова — Таня Бєлова
- Людмила Баранова — Гоша
- Аліман Джангорозова — Апашка
- Римма Шибаєва — Наркоша
- Ольга Жемчужна — Маха
- Катерина Жемчужна — Любка, циганка
- Володимир Толоконніков — «Кум», оперуповноважений
- Ольга Калмикова — Тася
- Валентина Ігнатьєва — Шіньйонша
- Надія Матушкіна — Наталка
- Райхан Айткожанова — Даріга Шураєва
- Олена Кашльова — Розалінда
- Олена Дуплякова — Юля Бубнова
- Рая Героєва — Рая
- Рустем Туркенбаєв — Амір
- Леонід Ісаченко — Бек
- Жанна Куанишева — подруга Мадіни
- Вадим Гордимов — чоловік Юлі
- Наталія Коврижних — мати Юлі

## Знімальна група
- Режисер — Жанна Серікбаєва
- Сценаристи — Жанна Серікбаєва, Ніна Філіппова
- Оператори — Сапар Койчуманов, Канат Сартов
- Композитор — Ігор Кантюков